# Cantonul Roussillon
Cantonul Roussillon este un canton din arondismentul Vienne, departamentul Isère, regiunea Rhône-Alpes, Franța.

## Comune
- Agnin
- Anjou
- Assieu
- Auberives-sur-Varèze
- Bougé-Chambalud
- Chanas
- La Chapelle-de-Surieu
- Cheyssieu
- Clonas-sur-Varèze
- Le Péage-de-Roussillon
- Roussillon (reședință)
- Sablons
- Saint-Alban-du-Rhône
- Saint-Clair-du-Rhône
- Saint-Maurice-l'Exil
- Saint-Prim
- Saint-Romain-de-Surieu
- Salaise-sur-Sanne
- Sonnay
- Vernioz
- Ville-sous-Anjou